# Kaiji Kawaguchi
Kaiji Kawaguchi (川口 開治?, Kawaguchi Kaiji; Onomichi, 27 luglio 1948) è un fumettista giapponese vincitore di numerosi riconoscimenti come il premio Kodansha e il premio Shogakukan per i manga da lui realizzati.

## Biografia
Kaiji Kawaguchi (川口 開治?, Kawaguchi Kaiji) è nato il 27 luglio 1948 nel villaggio di Mukaihigashi oggi parte integrante di Onomichi, nella prefettura di Hiroshima. Si diploma nella scuola superiore della sua città per poi laurearsi presso il Dipartimento di letteratura giapponese della Facoltà di lettere dell'Università Meiji di Tokyo, quindi debutta nel mondo dei fumetti manga nel 1968 con Yoru ga aketara (夜が明けたら? lett. « Quando il sole sorge »).
L'autore è noto per le proprie opere su tematiche che analizzano il Giappone nelle guerre e nelle tensioni politiche internazionali nonché le scelte morali dei suoi personaggi in situazioni estreme.
Vive a Koganei, Tokyo.

## Opere
- Gunka no hibiki (1975–76), storia di Ryō Hanmura
- Terror no keifu (1975)
- Pro: Mahjong-kai no hikari to kage (1981–84)
- Iki ni kanzu (1983), storia di Yūjirō Yoshida
- Hard & Loose (1983–87), storia di Marley Carib
- Kiba-ken (1984–85), storia di Fumio Azuma
- Actor (1985)
- Ai monogatari (1987–89)
- Chinmoku no kantai (1989)
- Medusa (1990–94)
- Mosaren bugi (1991–92)
- Shisetsu tantei Akai Kiba (1991), storia di Azusa Katsume
- Gokudou shippuden: Bakudan (1992)
- Tantei Hammer (1992)
- Yellow (1995), storia di Shinji Miyazaki
- Cocoro (1997)
- Araragi tokkyu (1997)
- Eagle (1997–2001)
- Ruri no kamikaze (1998)
- Bullet & Beast (1998–99)
- Confession (1999), storia di Nobuyuki Fukumoto
- Seizon Life (2000), storia di Nobuyuki Fukumoto
- The Battery (2001)
- Kuroi taiyō (2001)
- Zipang (2001–09)
- Taiyō no mokushiroku (2003–10)
- Kousetsu Mahjong Shinsengumi (2006–07)
- Ginrou ni kodoku wo mita (2007), storia di Saho Sasazawa
- Hyōma no hata (2011–14)
- Boku wa Beatles (2011–12), storia di Tetsuo Fujii
- Rijin no fushigi na yakyū (jo) (2012)
- Zipang: Shinsō kairyū (2012– )
- Burai-hen (2013)
- Kūbo Ibuki (2014-2019), storia di Osamu Eya
- Kūbo Ibuki Great Game (2019)

## Premi
- 11º premio Kodansha per il manga – Actor
- 14º premio Kodansha per il manga – Chinmoku no kantai
- 26º premio Kodansha per il manga – Zipang
- 51º premio Shogakukan per il manga – Taiyō no mokushiroku
- 63º premio Shogakukan per il manga – Kūbo Ibuki